# Джеймс, Алекс (футболист)
Александер Уилсон (Алекс) Джеймс (англ. Alexander Wilson "Alex" James; 14 сентября 1901, Моссенд, Ланаркшир — 1 июня 1953, Лондон) — шотландский футболист, нападающий клубов «Престон Норт Энд» и «Арсенал». Стал известен как системообразующий игрок «канониров», с которыми он выиграл шесть трофеев с 1930 по 1936 год. Джеймс выступал в роли креативного полузащитника, обеспечивающего выход из обороны в атаку. Он славился высоким уровнем «футбольного интеллекта», выдающимся контролем мяча и способностью сделать изумительный пас. Том Финни называл стиль игры Алекса не иначе как «вдохновением» и «чистой магией». Визитной карточкой Джеймса были широкие трусы надетые поверх мешковатых кальсонов, которые ему приходилось носить из-за ревматизма.

## Биография
Александер родился в городе Моссэнд графства Ланкашир. Окончил академию Белсхилла, в котором близко подружился с Хью Галлахером. Джеймс начинал юношескую спортивную карьеру в местных клубах «Беллшилд Атлетик» и «Эшфилд»

### Профессиональная карьера

#### Рэйт Роверс
Алекс Джеймс присоединился к «Рэйт Роверс» в 1922 году. Лучший результат клуба в лиге пришелся на момент пребывания в нём Джеймса — четвёртое место. В 1925-м Алекс перешёл в «Престон Норт Энд» за £3000.

#### Престон Норт Энд
Дважды, за время нахождения Джеймса в «Престоне», команда замахивалась на повышение в классе, однако, в тех сезонах, после хорошего старта «белоснежные» финишировали лишь шестыми и четвёртыми соответственно. В команде Джеймсу платили лишь один максимальный оклад, установленный в лиге и равный £8 в неделю. При всем этом, «Престон» не всегда отпускал игрока на игры национальной сборной. Тем не менее, Джеймс отыграл 157 матчей за клуб и забил 55 мячей.

#### Арсенал
Алекс Джеймс покинул «Престон» в 1929 году, перейдя в лондонский «Арсенал» Герберта Чепмена за £8750. Дебютировал за новую команду 31 августа в матче против «Лидс Юнайтед». Чтобы обойти правило максимальной оклада, Джеймс был дополнительно назначен на должность спорт-модели в один из лондонских универмагов, а его зарплата составила более £250 в год. Первый сезон Алекса в «Арсенале» нельзя было назвать успешным, так как большую часть сезона он залечивал старые травмы, полученные еще во время игры за «Престон». Тем не менее, Джеймс поучаствовал в завоевании первого кубка Англии своим клубом. В финале 1930 года был бит «Хаддерсфилд Таун», а Алекс забил первый из двух мячей «канониров».
В команде Чепмена Джеймс стал одной из главных звёзд английского футбола 1930-х годов. Играя несколько глубже, чем чистый нападающий, Алекс забил всего 27 мячей в 161 матче за /лондонский клуб, однако он главным ассистентом команды, раздавая голевые передачи Джо Хульму, Дэвиду Джеку, Клиффу Бастину и Джеку Ламберту. Джеймс также привел «Арсенал» к первому в истории команды чемпионству в первом дивизионе в сезоне 1930/31.
Следующий сезон для «канониров» начался с череды травм, в том числе надолго выбыл из строя Джек Ламберт. Однако к середине сезона, когда лазарет команды заметно опустел «Арсенал» стал восстанавливать лидирующие позиции, а к третьей четверти сезона «канониры» догнали лидирующий «Эвертон» и вышли в финал кубка Англии. В игре лиги против «Вест Хэма» Джеймс получил травму, выбыв до конца сезона, а команда лишилась главного плеймейкера. В том числе и из-за этого, лондонцы финишировали по итогам сезона вторыми, а в финале кубка проиграли «Ньюкаслу» со счётом 2:1.
Джеймс помогал «Арсеналу» снова взойти на первое место в лиге в сезоне 1932/33. Тогде же «канониры» поставили рекорд клуба забив 118 мячей за сезон. Травмы помешали Джеймсу полноценно заиграть в следующем сезоне, и хоть команде удалось защитить титул чемпионов лиги, им удалось забить всего лишь 75 мячей. Оправившись от травм, Джеймс помог Теду Дрейку забить сразу 42 мяча в дебютном сезоне за «Арсенал», а своей команде взять третье чемпионство подряд.
В 1936 году Алекс Джеймс выиграл свой последний трофей с лондонским клубом — кубок Англии. В финале на «Уэмбли» он в качестве капитана вывел «Арсенал» на матч против «Шеффилд Юнайтед», в котором его команда одержала победу со счётом 1:0.
Алекс Джеймс завершил карьеру игрока в 1937 году.

### Международная карьера
Несмотря на успехи на клубном уровне, Джеймс сыграл всего лишь 8 матчей за шотландскую сборную. Отчасти это было связано с тем, что «Престон» не хотел отпускать его в расположение национальной команды. Джеймс дебютировал в сборной 31 октября 1925 года в матче против сборной Уэльса, который шотландцы выиграли со счётом 3:0.
Джеймс вместе с Хью Галлахером играли в легендарном матче против сборной Англии в 1928 году, в котором родоначальники футбола были разбиты со счётом 5:1. За эту победу шотландская дружина получила прозвище «Волшебники Уэмбли». Это был один из шести матчей, в которых Джеймс сыграли с Галлахером. Все 3 мяча за сборную Алекс забил также играя в паре со своим старым другом.

### После завершения карьеры
Летом 1939 года Джеймс отправился в Польшу, получив приглашение «Польского футбольного союза». Он провёл полгода работая с Юзефом Калужей и членами национальной команды, обучая веяниям современного футбола, тактике и проводя тренировки. Джеймс также сыграл в одной или двух товарищеских играх против варшавских команд.
Во время Второй мировой войны Джеймс служил в Королевском полке артиллерии. После войны он становится журналистом.
В 1949 году Джеймс вернулся в «Арсенал» в качестве тренера юношеской команды. Однако в 1953 скоропостижно скончался от рака в возрасте 51 года.
Джеймс включен в Зал славы английского футбола в 2005 году за вклад, внесенный им в развитие английского футбола.

## Награды

### Клубные
Арсенал
- Первый дивизион Футбольной лиги: 1930/31, 1932/33, 1933/34, 1934/35;
- Кубок Англии по футболу: 1929/30, 1935/36

### Индивидуальные
- Зал славы английского футбола: 2005
- Зал славы шотландского футбола: 2005[10]
- Зал славы «Рэйт Роверс»: 2013